# نادي جامعة إسطنبول التقنية لكرة السلة
نادي جامعة إسطنبول التقنية لكرة السلة (بالتركية: İstanbul Teknik Üniversitesi B.K.)‏ هو فريق كرة سلة تركي للمحترفين تأسس في سنة 1953 يقع مقره في إسطنبول. نافس في الدوري التركي لكرة السلة وفاز به خمس مرات (1968، 1970، 1971، 1972، 1973).

## أبرز اللاعبين
من أبرز اللاعبين الذين لعبوا معه:
- غوراي كنعان.
- أورهون إيني.

## وصلات خارجية
- الموقع الرسمي